# Persone di nome Ettore
| Questa pagina contiene informazioni ricavate automaticamente dalle voci biografiche con l'ausilio del template Bio e di un bot. L'aggiornamento è periodico e automatico e ricostruisce completamente la pagina. Se manca una persona in questa lista, sei pregato di non aggiungerla, ma accertati piuttosto che la sua voce biografica contenga il template Bio e che i dati anagrafici siano correttamente compilati. Se il template Bio manca, inseriscilo tu stesso o, in alternativa, metti l'avviso {{tmp\|Bio}} che ne segnala la mancanza. Se i dati riportati sono sbagliati, correggi direttamente la voce biografica; le modifiche saranno visibili in questa lista entro pochi giorni. Per chiarimenti vedi il progetto antroponimi. La lista contiene solo le 360 persone che sono citate nell'enciclopedia e per le quali è stato implementato correttamente il template Bio. Pagina aggiornata al 22 lug 2025. |

Questa è una lista di persone presenti nell'enciclopedia che hanno il nome Ettore, suddivise per attività principale.

## Agronomi(1)
- Ettore Barzini, agronomo italiano (Milano, n. 1911 - Mauthausen, † 1945)

## Allenatori di calcio(5)
- Ettore Brossi, allenatore di calcio e calciatore italiano (Trieste, n. 1910)
- Ettore Donati, allenatore di calcio e ex calciatore italiano (Peccioli, n. 1955)
- Ettore Recagni, allenatore di calcio e calciatore italiano (Lodi, n. 1937 - Roma, † 2020)
- Ettore Trevisan, allenatore di calcio e calciatore italiano (Trieste, n. 1929 - Trieste, † 2020)
- Ettore Zini, allenatore di calcio e calciatore italiano (Livorno, n. 1907 - † 1987)

## Allenatori di pallacanestro(1)
- Ettore Messina, allenatore di pallacanestro italiano (Catania, n. 1959)

## Allenatori di pallavolo(1)
- Ettore Guidetti, allenatore di pallavolo italiano (Mirandola, n. 1974)

## Alpinisti(3)
- Ettore Castiglioni, alpinista e scrittore italiano (Ruffré, n. 1908 - Valmalenco, † 1944)
- Ettore Costantini, alpinista italiano (Cortina d'Ampezzo, n. 1921 - Cortina d'Ampezzo, † 1998)
- Ettore Zapparoli, alpinista italiano (Mantova, n. 1899 - Macugnaga, † 1951)

## Altisti(1)
- Ettore Ceresoli, ex altista italiano (Romano di Lombardia, n. 1970)

## Ammiragli(1)
- Ettore Sportiello, ammiraglio italiano (Torre del Greco, n. 1882 - Roma, † 1948)

## Antifascisti(1)
- Ettore Quaglierini, antifascista italiano (Livorno, n. 1893 - Praga, † 1953)

## Antiquari(1)
- Ettore Felice Camerino, antiquario italiano (Venezia, n. 1870 - Auschwitz, † 1944)

## Antropologi(1)
- Ettore Regalia, antropologo, paleontologo e psicologo italiano (Parma, n. 1842 - Genova, † 1914)

## Arbitri di calcio(1)
- Ettore Carminati, arbitro di calcio italiano (Milano, n. 1930 - Milano, † 2007)

## Archeologi(1)
- Ettore Gabrici, archeologo e numismatico italiano (Napoli, n. 1868 - Palermo, † 1962)

## Architetti(7)
- Ettore Bernich, architetto italiano (Roma, n. 1850 - † 1914)
- Ettore Fagiuoli, architetto e scenografo italiano (Verona, n. 1884 - Verona, † 1961)
- Ettore Maria Mazzola, architetto, urbanista e restauratore italiano (Barletta, n. 1965)
- Ettore Rossi, architetto e dirigente sportivo italiano (Fano, n. 1894 - Modena, † 1968)
- Ettore Sottsass, architetto, designer e fotografo italiano (Innsbruck, n. 1917 - Milano, † 2007)
- Ettore Sottsass, architetto italiano (Nave San Rocco, n. 1892 - Torino, † 1953)
- Ettore Stella, architetto e urbanista italiano (Matera, n. 1915 - Altamura, † 1951)

## Arcivescovi cattolici(6)
- Ettore Balestrero, arcivescovo cattolico e diplomatico italiano (Genova, n. 1966)
- Ettore Baranzini, arcivescovo cattolico italiano (Angera, n. 1881 - Siracusa, † 1968)
- Ettore Cunial, arcivescovo cattolico italiano (Possagno, n. 1905 - Castelfranco Veneto, † 2005)
- Ettore Di Filippo, arcivescovo cattolico italiano (Civitella del Tronto, n. 1922 - Civitella del Tronto, † 2006)
- Ettore Felici, arcivescovo cattolico italiano (Segni, n. 1881 - Dublino, † 1951)
- Ettore Fronzi, arcivescovo cattolico italiano (Ostra, n. 1867 - Senigallia, † 1940)

## Artisti(2)
- Ettore Bonfatti Sabbioni, artista e incisore italiano (Borgonovo Val Tidone, n. 1934 - Pianello Val Tidone, † 1983)
- Ettore Colla, artista, scultore e pittore italiano (Parma, n. 1896 - Roma, † 1968)

## Astronomi(1)
- Ettore Leonida Martin, astronomo italiano (Latisana, n. 1890 - Vicenza, † 1966)

## Attori(16)
- Ettore Bassi, attore e conduttore televisivo italiano (Bari, n. 1970)
- Ettore Belmondo, attore italiano (Torino, n. 1967)
- Ettore Berti, attore italiano (Treviso, n. 1870 - Milano, † 1940)
- Gerry Bruno, attore, cantante e conduttore televisivo italiano (Torino, n. 1940)
- Ettore Casarotti, attore italiano (San Paolo, n. 1911)
- Ettore Conti, attore e doppiatore italiano (Sesto San Giovanni, n. 1924 - Formello, † 2018)
- Ettore D'Alessandro, attore italiano (Casale Monferrato, n. 1975)
- Ettore Garofolo, attore italiano (Roma, n. 1947 - Roma, † 1999)
- Ettore Geri, attore italiano (Trieste, n. 1914 - Roma, † 2003)
- Ettore Manni, attore italiano (Roma, n. 1927 - Roma, † 1979)
- Ettore Mattia, attore italiano (Potenza, n. 1910 - Roma, † 1982)
- Ettore Mazzanti, attore e regista italiano (Firenze)
- Ettore Nicoletti, attore italiano (Cesena, n. 1974)
- Ettore Petrolini, attore, cabarettista e cantante italiano (Roma, n. 1884 - Roma, † 1936)
- Ettore Piergiovanni, attore italiano
- Ettore Toscano, attore, regista e poeta italiano (Taranto, n. 1941 - Taranto, † 2020)

## Attori pornografici(1)
- Ettore Tosi, attore pornografico, regista e produttore cinematografico italiano (Mormanno, n. 1977)

## Aviatori(2)
- Ettore Cattaneo, aviatore e dentista italiano (Melegnano, n. 1898 - Milano, † 1972)
- Ettore Malosso, aviatore, scrittore e poeta italiano (Vicenza, n. 1916 - Roma, † 2008)

## Avvocati(1)
- Ettore Sacchi, avvocato e politico italiano (Cremona, n. 1851 - Roma, † 1924)

## Banchieri(3)
- Ettore Gotti Tedeschi, banchiere italiano (Pontenure, n. 1945)
- Ettore Levi Della Vida, banchiere, imprenditore e dirigente d'azienda italiano (Venezia, n. 1852 - Roma, † 1923)
- Ettore Ovazza, banchiere, imprenditore e saggista italiano (Torino, n. 1892 - Verbania, † 1943)

## Baritoni(1)
- Ettore Bastianini, baritono italiano (Siena, n. 1922 - Sirmione, † 1967)

## Batteristi(1)
- Ettore Fioravanti, batterista italiano (Roma, n. 1958)

## Bibliotecari(3)
- Ettore Apollonj, bibliotecario italiano (Roma, n. 1887 - Roma, † 1978)
- Ettore Fabietti, bibliotecario e librettista italiano (Cetona, n. 1876 - Solbiate, † 1962)
- Ettore Novelli, bibliotecario, poeta e storico italiano (Velletri, n. 1822 - Roma, † 1900)

## Botanici(2)
- Ettore Celi, botanico e agronomo italiano (Massa, n. 1822 - Napoli, † 1880)
- Ettore Rolli, botanico e medico italiano (Roma, n. 1818 - Roma, † 1876)

## Calciatori(35)
- Ettore Agazzani, calciatore italiano (Albinea, n. 1902 - Reggio nell'Emilia, † 1989)
- Ettore Allegri, calciatore italiano (Stazzano, n. 1916 - † 2010)
- Ettore Banchero, calciatore italiano (Alessandria, n. 1907 - Roma, † 1991)
- Ettore Baruzzi, calciatore e allenatore di calcio italiano (Lugo, n. 1907)
- Ettore Berra, calciatore, arbitro di calcio e giornalista italiano (Vercelli, n. 1889 - Torino, † 1967)
- Ettore Bertoni, calciatore italiano (Faenza, n. 1922 - Parma, † 2017)
- Ettore Boninsegna, calciatore italiano (Bergamo, n. 1902)
- Ettore Borgetti, calciatore italiano (Cremona, n. 1897 - Modena, † 1986)
- Ettore Cantarutti, calciatore italiano (Udine, n. 1903)
- Ettore Carpi, calciatore italiano (Genova, n. 1913 - Livorno, † 1935)
- Ettore Corbelli, calciatore italiano (Torino, n. 1885 - Torino, † 1970)
- Ettore Farina, calciatore italiano (Recanati, n. 1922)
- Ettore Ferraroni, ex calciatore italiano (Cremona, n. 1968)
- Ettore Fontana, calciatore e allenatore di calcio italiano (Genova, n. 1903 - Savona, † 1978)
- Ettore Gandi, calciatore italiano (Cremona, n. 1896)
- Ettore Gasparini, calciatore italiano (Mantova, n. 1896)
- Ettore Ghiglione, calciatore italiano (Torino, n. 1885 - Forno Canavese, † 1982)
- Ettore Girardengo, calciatore italiano (Novi Ligure, n. 1918 - Alessandria, † 1993)
- Ettore Gliozzi, calciatore italiano (Siderno, n. 1995)
- Ettore Griffini, calciatore italiano
- Ettore Leale, calciatore e politico italiano (Torino, n. 1896 - Genova, † 1963)
- Ettore Mannucci, calciatore e allenatore di calcio italiano (Pontedera, n. 1929 - Siena, † 1993)
- Ettore Marchi, calciatore italiano (Gubbio, n. 1985)
- Ettore Masetti, calciatore italiano (Pistoia, n. 1896 - Genova, † 1975)
- Ettore Mendicino, calciatore italiano (Milano, n. 1990)
- Ettore Mussi, calciatore italiano (Saronno, n. 1910)
- Ettore Negretti, calciatore svizzero (n. 1883)
- Ettore Neri, calciatore italiano (Genova, n. 1896 - Genova, † 1966)
- Ettore Papadia, calciatore italiano (Cremona, n. 1898 - Albano Sant'Alessandro, † 1981)
- Ettore Perani, calciatore italiano (Ponte Nossa, n. 1921 - Bergamo, † 1971)
- Ettore Reynaudi, calciatore italiano (Novara, n. 1895 - Novara, † 1968)
- Ettore Siegrist, calciatore italiano
- Ettore Valcareggi, calciatore italiano (Trieste, n. 1922 - Trieste, † 2017)
- Ettore Venturelli, calciatore italiano (Castelnuovo Rangone, n. 1940 - Castelnuovo Rangone, † 2014)
- Ettore Zini, calciatore e dirigente sportivo italiano (Modena, n. 1921 - Modena, † 1999)

## Cantanti(1)
- Ettore Lombardi, cantante e compositore italiano (Napoli, n. 1933 - Roma, † 2006)

## Cavalieri(1)
- Ettore Bocchini Padiglione, cavaliere, militare e diplomatico italiano (Pinerolo, n. 1901 - Roma, † 1986)

## Cestisti(1)
- Ettore Zuccheri, ex cestista e allenatore di pallacanestro italiano (Budrio, n. 1943)

## Chimici(2)
- Ettore Mazzarri, chimico italiano (Torococo, n. 1919 - El Limón, † 2009)
- Ettore Molinari, chimico e anarchico italiano (Cremona, n. 1867 - Milano, † 1926)

## Ciclisti su strada(4)
- Ettore Balma Mion, ciclista su strada italiano (Nole, n. 1907 - Nole, † 1995)
- Ettore Meini, ciclista su strada italiano (Cascina, n. 1903 - Pisa, † 1961)
- Ettore Milano, ciclista su strada e dirigente sportivo italiano (San Giuliano Nuovo, n. 1925 - Novi Ligure, † 2011)
- Ettore Pastorelli, ex ciclista su strada italiano (Concesio, n. 1966)

## Compositori(5)
- Ettore Campogalliani, compositore e pianista italiano (Monselice, n. 1903 - Mantova, † 1992)
- Ettore De Champs, compositore e pianista italiano (Firenze, n. 1835 - Firenze, † 1905)
- Ettore Desderi, compositore italiano (Asti, n. 1892 - Firenze, † 1974)
- Ettore Panizza, compositore e direttore d'orchestra argentino (Buenos Aires, n. 1875 - Milano, † 1967)
- Ettore Romagnoli, compositore italiano (Siena, n. 1772 - Siena, † 1838)

## Condottieri(5)
- Ettore de' Pazzis, condottiero e cavaliere medievale italiano
- Ettore Fieramosca, condottiero italiano (Capua, n. 1476 - Valladolid, † 1515)
- Ettore Giovenale, condottiero italiano (Roma - † 1530)
- Ettore Gonzaga, condottiero italiano
- Ettore da Panigo, condottiero italiano († 1345)

## Conduttori televisivi(1)
- Ettore Andenna, conduttore televisivo, giornalista e politico italiano (Milano, n. 1946)

## Critici letterari(2)
- Ettore Bonora, critico letterario, storico della letteratura e italianista italiano (Mantova, n. 1915 - Milano, † 1998)
- Ettore Caccia, critico letterario e italianista italiano (Brescia, n. 1925 - Venezia, † 1973)

## Cuochi(1)
- Ettore Bocchia, cuoco italiano (San Secondo Parmense, n. 1965)

## Diplomatici(2)
- Ettore Grande, diplomatico italiano (Villafranca Piemonte, n. 1903 - Pescara, † 1992)
- Ettore Francesco Sequi, diplomatico italiano (Ghilarza, n. 1956)

## Direttori d'orchestra(2)
- Ettore Gracis, direttore d'orchestra e compositore italiano (La Spezia, n. 1915 - Treviso, † 1992)
- Ettore Mazzoleni, direttore d'orchestra, insegnante e scrittore svizzero (Brusio, n. 1905 - † 1968)

## Dirigenti d'azienda(1)
- Ettore Bentsik, dirigente d'azienda e politico italiano (Venezia, n. 1932 - Padova, † 1998)

## Dirigenti sportivi(2)
- Ettore De Michele, dirigente sportivo, arbitro di calcio e calciatore italiano (Lecce, n. 1890 - Bari, † 1991)
- Ettore Strauss, dirigente sportivo italiano

## Ebanisti(1)
- Ettore Zaccari, ebanista italiano (Cesena, n. 1877 - Milano, † 1922)

## Editori(1)
- Ettore Carozzo, editore e antifascista italiano (La Spezia, n. 1892 - La Spezia, † 1951)

## Filologi(2)
- Ettore Bignone, filologo classico e letterato italiano (Pinerolo, n. 1879 - Firenze, † 1953)
- Ettore Stampini, filologo classico e latinista italiano (Fenestrelle, n. 1855 - Torino, † 1930)

## Fisici(3)
- Ettore Fiorini, fisico italiano (Verona, n. 1933 - Milano, † 2023)
- Ettore Majorana, fisico italiano (Catania, n. 1906)
- Ettore Pancini, fisico e partigiano italiano (Stanghella, n. 1915 - Venezia, † 1981)

## Funzionari(2)
- Ettore Modigliani, funzionario e museologo italiano (Roma, n. 1873 - Milano, † 1947)
- Ettore Porro, prefetto e politico italiano (Novara, n. 1874 - Genova, † 1947)

## Generali(13)
- Ettore Ascoli, generale e partigiano italiano (Ancona, n. 1873 - Cingoli, † 1943)
- Ettore Baldassarre, generale italiano (Trani, n. 1883 - Marsa Matruh, † 1942)
- Ettore Bastico, generale italiano (Bologna, n. 1876 - Roma, † 1972)
- Ettore Bertolè Viale, generale e politico italiano (Genova, n. 1829 - Torino, † 1892)
- Ettore Bussi, generale italiano (Modena, n. 1869 - Milano, † 1937)
- Ettore Caffaratti, generale e cavaliere italiano (Pinerolo, n. 1886 - Milano, † 1969)
- Ettore Del Tetto, generale italiano (Torino, n. 1889 - Procida, † 1945)
- Ettore Giannuzzi, generale italiano (Spongano, n. 1891)
- Ettore Mambretti, generale italiano (Binasco, n. 1859 - Roma, † 1948)
- Ettore Manca, generale italiano (Sassari, n. 1877 - Roma, † 1966)
- Ettore Martini, generale italiano (Macerata Feltria, n. 1869 - Castellina in Chianti, † 1940)
- Ettore Musco, generale italiano (Napoli, n. 1899 - Roma, † 1990)
- Ettore Varini, generale e dirigente sportivo italiano (Milano, n. 1867 - Milano, † 1950)

## Geografi(1)
- Ettore Tolomei, geografo, politico e alpinista italiano (Rovereto, n. 1865 - Roma, † 1952)

## Ginnasti(2)
- Ettore Bellotto, ginnasta italiano (Vicenza, n. 1895 - Milano, † 1966)
- Ettore Perego, ginnasta italiano (Monza, n. 1913 - Sesto San Giovanni, † 2013)

## Giornalisti(12)
- Ettore Bernabei, giornalista, dirigente d'azienda e produttore televisivo italiano (Firenze, n. 1921 - Monte Argentario, † 2016)
- Ettore Boffano, giornalista italiano (Genova, n. 1954)
- Ettore Della Giovanna, giornalista italiano (Napoli, n. 1912 - Venezia, † 2004)
- Ettore Frangipane, giornalista, disegnatore e scrittore italiano (Bolzano, n. 1934)
- Ettore Giovannelli, giornalista italiano (Pescara, n. 1964)
- Ettore Janni, giornalista, critico letterario e politico italiano (Vasto, n. 1875 - Milano, † 1956)
- Ettore Marroni, giornalista italiano (Roma, n. 1875 - Biella, † 1943)
- Ettore Masina, giornalista, scrittore e politico italiano (Breno, n. 1928 - Roma, † 2017)
- Ettore Mo, giornalista, scrittore e viaggiatore italiano (Borgomanero, n. 1932 - Arona, † 2023)
- Ettore Moschino, giornalista, scrittore e poeta italiano (L'Aquila, n. 1867 - Roma, † 1941)
- Ettore Socci, giornalista, politico e scrittore italiano (Pisa, n. 1846 - Firenze, † 1905)
- Ettore Veo, giornalista, commediografo e saggista italiano (Taranto, n. 1888 - Roma, † 1956)

## Giuristi(3)
- Ettore Capecelatro, giurista, magistrato e politico italiano (Napoli, n. 1580 - Napoli, † 1654)
- Ettore Casati, giurista e magistrato italiano (Chiavenna, n. 1873 - Roma, † 1945)
- Ettore Lombardo Pellegrino, giurista, avvocato e politico italiano (Messina, n. 1866 - Roma, † 1952)

## Grecisti(1)
- Ettore Romagnoli, grecista, letterato e traduttore italiano (Roma, n. 1871 - Roma, † 1938)

## Imprenditori(7)
- Ettore Bocconi, imprenditore, mecenate e politico italiano (Milano, n. 1871 - Milano, † 1932)
- Ettore Boiardi, imprenditore italiano (Piacenza, n. 1897 - Parma, † 1985)
- Ettore Colombo, imprenditore italiano (Rovato, n. 1891 - Limone sul Garda, † 1953)
- Ettore Leopardi, imprenditore, politico e nobile italiano (Recanati, n. 1874 - Recanati, † 1945)
- Ettore Prandini, imprenditore italiano (Leno, n. 1972)
- Ettore Sansavini, imprenditore italiano (Forlì, n. 1944)
- Ettore Setten, imprenditore e dirigente sportivo italiano (Mansuè, n. 1948)

## Incisori(1)
- Ettore di Giorgio, incisore e pittore italiano (Alessandria d'Egitto, n. 1887 - Viareggio, † 1971)

## Informatici(1)
- Ettore Perazzoli, informatico italiano (Milano, n. 1974 - † 2003)

## Ingegneri(8)
- Ettore Bellini, ingegnere e inventore italiano (Foligno, n. 1876 - Ray-sur-Saône, † 1943)
- Ettore Conti di Verampio, ingegnere, politico e imprenditore italiano (Milano, n. 1871 - Milano, † 1972)
- Ettore Fenderl, ingegnere, inventore e filantropo italiano (Trieste, n. 1862 - Vittorio Veneto, † 1966)
- Ettore Lambertini, ingegnere italiano (Bologna, n. 1861 - Bologna, † 1936)
- Ettore Loizzo, ingegnere elettrotecnico italiano (Cosenza, n. 1927 - † 2011)
- Ettore Maserati, ingegnere e imprenditore italiano (Voghera, n. 1894 - † 1990)
- Ettore Picutti, ingegnere e partigiano italiano (Piacenza, n. 1920 - San Donato Milanese, † 2003)
- Ettore Vitale, ingegnere italiano (Napoli, n. 1844 - Napoli, † 1935)

## Insegnanti(1)
- Ettore Luccini, docente italiano (Genova, n. 1910 - Padova, † 1978)

## Latinisti(1)
- Ettore Paratore, latinista italiano (Chieti, n. 1907 - Roma, † 2000)

## Letterati(1)
- Ettore Strinati, letterato e commediografo italiano (Ancona, n. 1864 - Roma, † 1941)

## Linguisti(1)
- Ettore Gliozzi, linguista, pedagogista e storico italiano (Ardore, n. 1869 - Bari, † 1962)

## Liutai(1)
- Ettore Soffritti, liutaio italiano (Ferrara, n. 1877 - Mantova, † 1928)

## Logici(1)
- Ettore Casari, logico italiano (Smarano, n. 1933 - Firenze, † 2019)

## Mafiosi(1)
- Ettore Maragnoli, mafioso italiano (Roma, n. 1944 - Roma, † 1996)

## Maratoneti(2)
- Ettore Blasi, maratoneta italiano (Roma, n. 1895)
- Ettore Padovani, maratoneta italiano (n. 1909)

## Marciatori(1)
- Ettore Rivolta, marciatore italiano (Milano, n. 1904 - Milano, † 1977)

## Matematici(3)
- Ettore Bortolotti, matematico italiano (Bologna, n. 1866 - Bologna, † 1947)
- Ettore Caporali, matematico italiano (Perugia, n. 1855 - Napoli, † 1886)
- Ettore Del Vecchio, matematico italiano (Ancona, n. 1891 - Torino, † 1971)

## Medaglisti(2)
- Ettore Lorenzo Frapiccini, medaglista italiano (Buenos Aires, n. 1957)
- Ettore Galli, medaglista italiano (Varano de' Melegari, n. 1808 - Vienna, † 1841)

## Medici(3)
- Ettore Lapadula, medico e critico d'arte italiano (Pisticci, n. 1919 - Roma, † 1974)
- Ettore Marchiafava, medico italiano (Roma, n. 1847 - Roma, † 1935)
- Ettore Rossi, medico svizzero (Locarno, n. 1915 - Berna, † 1998)

## Mezzofondisti(1)
- Ettore Tavernari, mezzofondista e velocista italiano (Modena, n. 1905 - Modena, † 1981)

## Militari(19)
- Ettore Biamino, militare italiano (Torino, n. 1896 - Dosso Faiti, † 1917)
- Ettore Bisagno, militare italiano (Genova, n. 1917 - Sinferopoli, † 1942)
- Ettore Boschi, militare e scrittore italiano (Moneglia, n. 1874 - Milano, † 1955)
- Ettore Carafa, militare e patriota italiano (Andria, n. 1767 - Napoli, † 1799)
- Ettore Cavalli, militare italiano (Lucera, n. 1861 - Torino, † 1932)
- Ettore Ciciriello, militare italiano (Brindisi, n. 1877 - Monte San Gabriele, † 1917)
- Ettore Crippa, militare italiano (Milano, n. 1896 - Dembeguinà, † 1935)
- Ettore De Corti, militare italiano (Feletto Umberto, n. 1919 - Palena, † 1943)
- Ettore Giuria, militare e politico italiano (Modena, n. 1865 - Reggio nell'Emilia, † 1950)
- Ettore Laiolo, militare italiano (Vinchio, n. 1889 - Pozzuolo del Friuli, † 1917)
- Ettore Mazzucco, militare e politico italiano (Casale Monferrato, n. 1865 - Casale Monferrato, † 1937)
- Ettore Muti, militare, aviatore e politico italiano (Ravenna, n. 1902 - Fregene, † 1943)
- Ettore Pizzorni, ufficiale italiano (Parma, n. 1865 - Tolmino, † 1916)
- Ettore Rosso, militare italiano (Montechino di Gropparello, n. 1920 - Monterosi, † 1943)
- Ettore Ruocco, militare e partigiano italiano (Napoli, n. 1920 - Cairo Montenotte, † 1944)
- Ettore Sozzi, militare sammarinese (Città di San Marino)
- Ettore Uicich, militare italiano (Pisino, n. 1870 - Monte Calvario, † 1915)
- Ettore Viola, militare e politico italiano (Fornoli, n. 1894 - Roma, † 1986)
- Ettore Vivani, militare italiano (Santa Margherita di Belice, n. 1893 - Villa Col de' Canali, † 1923)

## Mineralogisti(1)
- Ettore Artini, mineralogista italiano (Milano, n. 1866 - Milano, † 1928)

## Musicisti(5)
- Ettore Cenci, musicista italiano (Roma, n. 1925 - Milano, † 2018)
- Ettore De Carolis, musicista e arrangiatore italiano (Paliano, n. 1940 - Roma, † 2007)
- Ettore Falconieri, musicista e batterista italiano (Capri, n. 1934 - Capri, † 2019)
- Ettore Losini, musicista italiano (Bobbio, n. 1951)
- Ettore Montanaro, musicista, compositore e direttore d'orchestra italiano (Francavilla al mare, n. 1888 - Roma, † 1962)

## Nobili(3)
- Ettore Perrone di San Martino, nobile, politico e generale italiano (Torino, n. 1789 - Novara, † 1849)
- Ettore I Pignatelli, nobile, politico e militare italiano (Napoli - Palermo, † 1535)
- Ettore de Sonnaz, nobile, generale e politico italiano (Thonon, n. 1787 - Torino, † 1867)

## Notai(2)
- Ettore Thesorieri, notaio italiano (Andria, n. 1553 - Cannara, † 1638)
- Ettore Vernazza, notaio e filantropo italiano (Genova - Genova, † 1524)

## Nuotatori(1)
- Ettore Baldo, nuotatore italiano

## Organisti(1)
- Ettore Schinelli, organista e compositore italiano (Carbonara al Ticino, n. 1878 - Novara, † 1943)

## Ornitologi(1)
- Ettore Arrigoni degli Oddi, ornitologo e naturalista italiano (Ca' Oddo, n. 1867 - Bologna, † 1942)

## Parolieri(3)
- Ettore De Mura, paroliere e saggista italiano (Napoli, n. 1902 - Napoli, † 1977)
- Ettore Fecchi, paroliere, sceneggiatore e regista italiano (Roma, n. 1911 - Roma, † 1972)
- Ettore Minoretti, paroliere italiano (Torino, n. 1910 - Torino, † 1999)

## Partigiani(5)
- Ettore Accorsi, partigiano italiano (Sant'Agostino, n. 1909 - Modena, † 1985)
- Ettore Arena, partigiano italiano (Catanzaro, n. 1923 - Roma, † 1944)
- Ettore Gallo, partigiano e giurista italiano (Napoli, n. 1914 - Roma, † 2001)
- Ettore Ramires, partigiano italiano (Aosta, n. 1923 - Jugoslavia, † 1944)
- Ettore Rosa, partigiano e politico italiano (Cuneo, n. 1904 - Cuneo, † 1960)

## Patrioti(2)
- Ettore Filippini, patriota italiano (Venezia, n. 1841 - Milano, † 1912)
- Ettore Troilo, patriota, prefetto e antifascista italiano (Torricella Peligna, n. 1898 - Roma, † 1974)

## Pedagogisti(1)
- Ettore Gelpi, pedagogista e educatore italiano (Milano, n. 1933 - Parigi, † 2002)

## Pianisti(2)
- Ettore Perosio, pianista e direttore d'orchestra italiano (Genova, n. 1868 - Genova, † 1919)
- Ettore Pozzoli, pianista e compositore italiano (Seregno, n. 1873 - † 1957)

## Piloti automobilistici(2)
- Ettore Chimeri, pilota automobilistico italiano (Lodi, n. 1924 - L'Avana, † 1960)
- Ettore Guizzardi, pilota automobilistico italiano (Budrio, n. 1881 - Budrio, † 1963)

## Pittori(18)
- Ettore Bozzoli, pittore italiano (Gazzuolo, n. 1892 - Mantova, † 1972)
- Ettore Burzi, pittore italiano (Budrio, n. 1872 - Lugano, † 1937)
- Ettore Cercone, pittore e militare italiano (Messina, n. 1850 - Sorrento, † 1896)
- Ettore de Conciliis, pittore italiano (Avellino, n. 1941)
- Ettore Cosomati, pittore e incisore italiano (Napoli, n. 1873 - Milano, † 1960)
- Ettore De Maria Bergler, pittore italiano (Napoli, n. 1850 - Palermo, † 1938)
- Ettore Donini, pittore, decoratore e restauratore italiano (Corticelle Pieve, n. 1917 - Brescia, † 2010)
- Ettore Falchi, pittore italiano (Roma, n. 1913 - Castellanza, † 1989)
- Ettore Tommaso Fantoni, pittore italiano (Gemona del Friuli, n. 1822 - Slovenske Konjice, † 1892)
- Ettore Fico, pittore italiano (Piatto, n. 1917 - Torino, † 2004)
- Ettore Nadiani, pittore, incisore e disegnatore italiano (Lione, n. 1905 - Forlì, † 2005)
- Ettore Olivero Pistoletto, pittore italiano (Gravere, n. 1898 - Sanremo, † 1981)
- Ettore Paganini, pittore italiano (Milano, n. 1922 - Milano, † 1986)
- Ettore Roesler Franz, pittore italiano (Roma, n. 1845 - Roma, † 1907)
- Ettore Simonetti, pittore italiano (Roma, n. 1857 - Roma, † 1909)
- Ettore Sordini, pittore italiano (Milano, n. 1934 - Fossombrone, † 2012)
- Ettore Spalletti, pittore e scultore italiano (Cappelle sul Tavo, n. 1940 - Spoltore, † 2019)
- Ettore Tito, pittore e scultore italiano (Castellammare di Stabia, n. 1859 - Venezia, † 1941)

## Poeti(4)
- Ettore Arculeo, poeta e letterato italiano (Palermo, n. 1890 - Trentino, † 1916)
- Ettore Asticelli, poeta italiano (Lodi, n. 1942 - Lodi, † 2001)
- Ettore Sanfelice, poeta, traduttore e drammaturgo italiano (Viadana, n. 1862 - Reggio Emilia, † 1923)
- Ettore Serra, poeta e ufficiale italiano (La Spezia, n. 1890 - Roma, † 1980)

## Politologi(2)
- Ettore Adalberto Albertoni, politologo e politico italiano (Sesto San Giovanni, n. 1936 - Como, † 2018)
- Ettore Rotelli, politologo e politico italiano (Alanno, n. 1937)

## Poliziotti(2)
- Ettore D'Amore, carabiniere italiano (Otranto, n. 1909 - Orgosolo, † 1959)
- Ettore Messana, agente di polizia e questore italiano (Racalmuto, n. 1884 - Roma, † 1962)

## Presbiteri(1)
- Ettore Secondino Albergante, presbitero, poeta e musicista italiano (Omegna, n. 1614 - Como, † 1698)

## Produttori discografici(1)
- Ettore Stratta, produttore discografico e direttore d'orchestra italiano (Cuneo, n. 1933 - New York, † 2015)

## Progettisti(1)
- Ettore Bugatti, progettista e imprenditore italiano (Milano, n. 1881 - Neuilly-sur-Seine, † 1947)

## Psicologi(1)
- Ettore Caracciolo, psicologo italiano (Bianco, n. 1933 - Milano, † 2011)

## Radiologi(1)
- Ettore Castronovo, radiologo italiano (Gesso, n. 1894 - Messina, † 1954)

## Registi(4)
- Ettore Maria Fizzarotti, regista italiano (Napoli, n. 1916 - Roma, † 1985)
- Ettore Giannini, regista, sceneggiatore e direttore del doppiaggio italiano (Napoli, n. 1912 - Massa Lubrense, † 1990)
- Ettore Pasculli, regista italiano (Caccuri, n. 1950)
- Ettore Scola, regista cinematografico e sceneggiatore italiano (Trevico, n. 1931 - Roma, † 2016)

## Religiosi(2)
- Ettore Boschini, religioso italiano (Roverbella, n. 1928 - Milano, † 2004)
- Ettore Fregoso, religioso e letterato italiano (Verona - Agen, † 1552)

## Rugbisti a 15(1)
- Ettore Abbiati, rugbista a 15 italiano (Camisano, n. 1946 - Calasetta, † 2023)

## Scacchisti(1)
- Ettore Foschini, scacchista e compositore di scacchi italiano (Ferrara, n. 1899 - Ferrara, † 1968)

## Sceneggiatori(1)
- Ettore Maria Margadonna, sceneggiatore, giornalista e critico cinematografico italiano (Palena, n. 1893 - Roma, † 1975)

## Scrittori(7)
- Ettore Allodoli, scrittore e critico letterario italiano (Firenze, n. 1882 - Firenze, † 1960)
- Ettore Borzacchini, scrittore italiano (Lucca, n. 1943 - Viareggio, † 2014)
- Ettore Cozzani, scrittore, poeta e editore italiano (La Spezia, n. 1884 - Milano, † 1971)
- Ettore Guatelli, scrittore italiano (Collecchio, n. 1921 - Ozzano Taro, † 2000)
- Ettore Maggi, scrittore e traduttore italiano (Cagliari, n. 1967)
- Ettore Nini, scrittore e traduttore italiano (Siena, n. 1598 - † 1642)
- Ettore Piazza, scrittore, poeta e drammaturgo italiano (Carpignano Sesia, n. 1901 - Genova, † 1962)

## Scultori(7)
- Ettore Archinti, scultore e politico italiano (Lodi, n. 1878 - Flossenbürg, † 1944)
- Ettore Calvelli, scultore e medaglista italiano (Treviso, n. 1912 - Ponte di Legno, † 1997)
- Ettore Cedraschi, scultore italiano (Viggiù, n. 1909 - Milano, † 1996)
- Ettore Chendi, scultore italiano (Ferrara, n. 1865 - Ferrara, † 1911)
- Ettore Ferrari, scultore e politico italiano (Roma, n. 1845 - Roma, † 1929)
- Ettore Sannino, scultore e pittore italiano (Portici, n. 1897 - † 1975)
- Ettore Ximenes, scultore e illustratore italiano (Palermo, n. 1855 - Roma, † 1926)

## Sindacalisti(1)
- Guglielmo Epifani, sindacalista e politico italiano (Roma, n. 1950 - Roma, † 2021)

## Storici(7)
- Ettore Boezio, storico scozzese (Dundee, n. 1465 - Aberdeen, † 1536)
- Ettore Ciccotti, storico, politologo e politico italiano (Potenza, n. 1863 - Roma, † 1939)
- Ettore Cinnella, storico italiano (Miglionico, n. 1947)
- Ettore De Ruggiero, storico e filologo italiano (Napoli, n. 1839 - Roma, † 1926)
- Ettore Pais, storico italiano (Borgo San Dalmazzo, n. 1856 - Roma, † 1939)
- Ettore Passerin d'Entrèves, storico e partigiano italiano (Torino, n. 1914 - Aosta, † 1990)
- Ettore Verga, storico italiano (Perugia, n. 1867 - Milano, † 1930)

## Storici della scienza(1)
- Ettore Carruccio, storico della scienza, logico e matematico italiano (Velletri, n. 1908 - Bologna, † 1980)

## Traduttori(2)
- Ettore Barelli, traduttore, curatore editoriale e scrittore italiano (Imola, n. 1920 - Milano, † 2005)
- Ettore Capriolo, traduttore e drammaturgo italiano (Casarza Ligure, n. 1926 - † 2013)

## Vescovi cattolici(2)
- Ettore Castelli, vescovo cattolico italiano (Siziano, n. 1881 - Milano, † 1945)
- Ettore Dotti, vescovo cattolico e missionario italiano (Palosco, n. 1961)

## Violinisti(2)
- Ettore Bonelli, violinista e compositore italiano (Venezia, n. 1900 - Venezia, † 1986)
- Ettore Pinelli, violinista, direttore d'orchestra e compositore italiano (Roma, n. 1843 - Roma, † 1915)

## Wrestler(1)
- Big E, wrestler statunitense (Tampa, n. 1986)

## Youtuber(1)
- Ettore Canu, youtuber e fumettista italiano (Sassari, n. 1988)

## Zoologi(1)
- Ettore Tibaldi, zoologo, etologo e ambientalista italiano (Bergamo, n. 1943 - Senigallia, † 2008)

## Senza attività specificata(2)
- Ettore Lo Gatto, slavista, traduttore e critico letterario italiano (Napoli, n. 1890 - Roma, † 1983)
- Ettore Rossi, turcologo e orientalista italiano (Secugnago, n. 1894 - Roma, † 1955)